# Dos espíritus

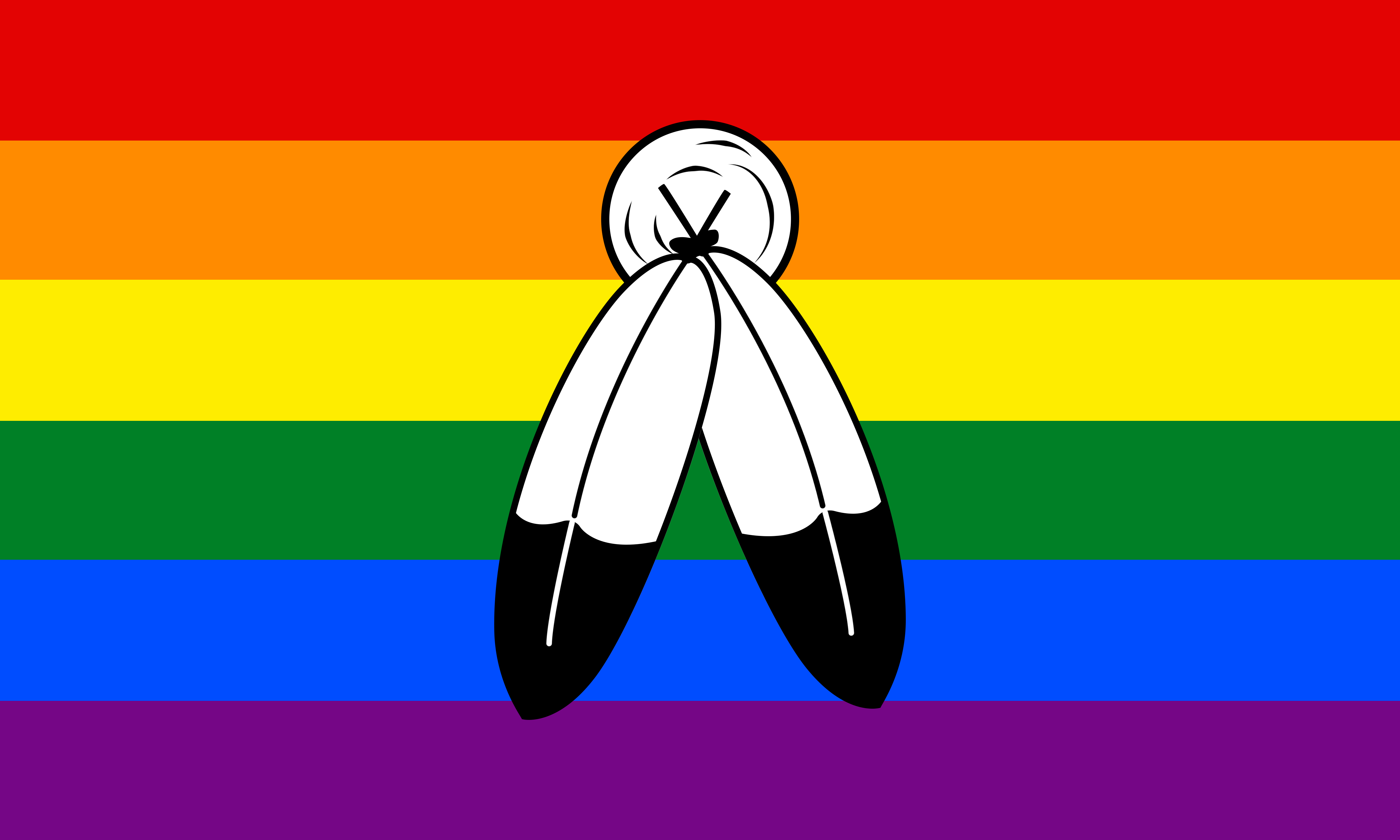
Bandera de los Dos espíritus

Los berdache o bardaje, también conocidos como los dos espíritus, son individuos pertenecientes a pueblos amerindios de América del Norte. Tenían los patrones de conducta de los dos géneros (masculino y femenino). Estas personas eran vistas como capaces de desafiar a la naturaleza y por lo tanto, especiales. En todas las comunidades se encontraban personas con este comportamiento, solo que con distintos -pero muy parecidos- nombres: mujer de dos espíritus u hombre de dos espíritus.
El término «dos espíritus» suele implicar que un espíritu masculino y otro femenino conviven en el mismo cuerpo, y fue adoptado recientemente por los estadounidenses nativos contemporáneos LGBT para describirse a sí mismos y las conductas particulares que reclaman. Existen numerosos términos indígenas para referirse a estos individuos en los diversos idiomas amerindios ya que «a lo que los estudiosos generalmente denominan "homosexualidad amerindia" fue una conducta permanente en muchos pueblos tribales».
Hasta 1991, se han documentado personas «dos espíritus» de base corporal masculina y femenina «en más de 130 tribus amerindias, en cada región del continente, en cada tipo de cultura nativa».

## Terminología

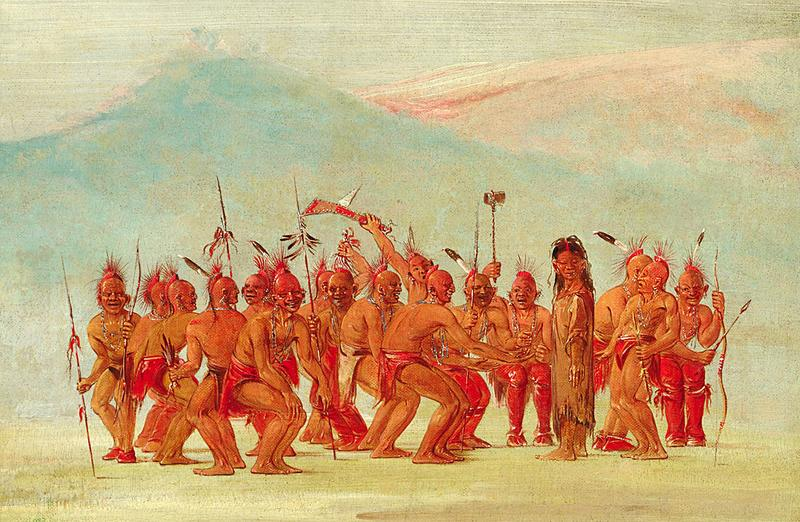
Detalle de la Danza de los Berdache, pintado por George Catlin.

El término más antiguo «berdache» es un término genérico empleado principalmente por antropólogos. Esto puede deberse a su etimología peyorativa (es un préstamo del francés bardache vía el español bardaxa o bardaje/bardaja vía el italiano bardasso o berdasia vía el árabe bardaj, que significa 'chico mantenido; prostituto', del persa bardaj), que fue sustituido ampliamente por el término «dos espíritus». Esto nos permite ver las distintas mentalidades con las que tanto las culturas precolombinas como la cultura europea afrontaban el fenómeno de la transexualidad, desde la integración social normalizada hasta la patologización y ostracismo.
El empleo del término «dos espíritus» se potenció en Winnipeg (Canadá) en 1990, durante la tercera conferencia intertribal de amerindios y de las naciones originarias LGBT anual. Es un calco de la frase ojibwa niizh manidoowag ('dos espíritus'). Fue elegida para distanciar a los pueblos amerindios y de las naciones originarias de los no nativos, así como de las palabras «berdache» y «gay».

## Definición y papel social histórico
Estos individuos a menudo son vistos como dos espíritus que ocupan un cuerpo. Su vestido es generalmente una mezcla de artículos tradicionalmente masculinos y tradicionalmente femeninos. Ellos tienen distintos papeles sociales y géneros en sus tribus. 
Los individuos dos-espíritus realizan las funciones sociales específicas en sus comunidades. En algunas tribus los dos-espíritus con cuerpos masculinos tuvieron papeles activos como: 
- curanderos, brujería, chamanismo
- rituales funerarios, manejar y enterrar los difuntos
- dirigir rituales de luto
- dirigir rituales sexuales
- narradores de historias orales y canciones tradicionales
- enfermeros durante expediciones de guerra
- adivinos
- dar nombres afortunados a niños y adultos
- tejedores, alfareros, artesanos de abalorios
- casamenteros
- fabricar insignias de plumas para los bailes
- habilidades especiales en juegos de azar
- funciones especiales con respecto al baile del sol

En algunas tribus los dos-espíritus con cuerpos femeninos tomaron típicamente papeles como: 
- jefas, consejeras
- traficantes
- cazadoras, tramperas, pescadoras,
- guerrera, invasora
- guías
- misiones de paz
- profetisas
- curanderas, chamanas

Algunos ejemplos de personas dos-espíritus en la historia, se incluyen en la narraciones de los conquistadores españoles que observaron individuos dos-espíritus en casi cada aldea que visitaron en América Central.
Hay descripciones de individuos dos-espíritus con fuertes poderes místicos. En una narración, soldados invasores de una tribu rival comenzaron a atacar un grupo de mujeres. Cuando ellos percibieron que una de las mujeres,  que no intentó huir, era un dos-espíritus, detuvieron su ataque y se retiraron, luego de que el dos-espíritus les hizo frente con un palo, porque determinaron que el dos-espíritus tendría un gran poder que ellos no podrían vencer.